# Gordon (Teksas)
Gordon – miasto w Stanach Zjednoczonych, w stanie Teksas, w hrabstwie Palo Pinto.